# The Plague That Makes Your Booty Move... It's the Infectious Grooves
The Plague That Makes Your Booty Move... It's the Infectious Grooves è il primo album del gruppo hardcore funk metal Infectious Grooves, pubblicato nel 1991 dall'etichetta discografica Epic Records per la Sony Music Entertainment Inc.
È prodotto da Mark Dodson, Mike Muir, Robert Trujillo e Kenny Komisar, missato da Mark Dodson, mastering di Greg Calbi. La traccia 2 vede Ozzy Osbourne alla voce. Le tracce 3, 6, 11 e 16 sono introduzioni parlate del personaggio Sarsippius.

## Tracce
1. Punk It Up (Mike Muir/ Robert Trujillo) – 3:51
2. Therapy (Muir/Trujillo) – 3:25
3. I Look Funny? (Muir/Sarsippius) – 0:26
4. Stop Funk'n With My Head (Dave Dunn/Muir/Trujillo) – 3:23
5. I'm Gonna Be My King (Dunn/Muir/Trujillo) – 5:23
6. Closed Session (Muir/Sarsippius) – 1:19
7. Infectious Grooves (Dunn/Muir/Trujillo) – 4:13
8. Infectious Blues (Muir/Trujillo) – 0:43
9. Monster Skank (Muir/Trujillo) – 3:42
10. Back to the People (Infectious Grooves) – 2:46
11. Turn Your Head (Muir/Sarsippius) – 1:19
12. You Lie...And Yo Breath Stank (Muir/Trujillo) – 2:55
13. Do the Sinister (Muir/Trujillo) – 4:15
14. Mandatory Love Song (Muir) – 0:09
15. Infecto Groovalistic (Muir/Trujillo) – 5:05
16. Thanx But No Thanx (Muir/Sarsippius) – 1:54

## Formazione
Gruppo
- Mike Muir - voce
- Dean Pleasants - chitarra
- Adam Siegel - chitarra
- Robert Trujillo - basso

Altri musicisti
- Ozzy Osbourne - voce (traccia 2)
- Phil Kettner - chitarra
- Rocky George - chitarra
- Dave Kushner - chitarra
- Dave Dunn - tastiera
- Stephen Perkins - batteria, percussioni, timbali
- Scott Crago - batteria, percussioni, conga